# اچ‌دی ۷۲۱۰۸
اچ‌دی ۷۲۱۰۸ یک ستاره است که در صورت فلکی بادبان قرار دارد.